# The Lakes (Hawke’s Bay)
The Lakes in der Region Hawke’s Bay in Neuseeland bestehen seit dem 3. März 2022 aus den eigenständigen Bezeichnungen der beiden Seen:
- Rototuna – 7,1 Hektar und
- Rotoroa – 3,8 Hektar.[1]

In älteren Karten werden die beiden Seen nach wie vor noch als The Lakes bezeichnet.

## Einzelnachweis
1. ↑  
Rototuna. In: New Zealand Gazetteer. Land Information New Zealand, abgerufen am 8. Januar 2023 (englisch).